# Antitrogus parvulus
Antitrogus parvulus är en skalbaggsart som beskrevs av Britton 1978. Antitrogus parvulus ingår i släktet Antitrogus och familjen Melolonthidae. Inga underarter finns listade i Catalogue of Life.